# Příběh z Filadelfie
Příběh z Filadelfie (v anglickém originále The Philadelphia Story) je americká romantická komedie z roku 1940, režírovaná Georgem Cukorem. Hlavní role ve filmu ztvárnili Katharine Hepburnová, Cary Grant a James Stewart.

## Příběh
Tracy Lordová (Katharine Hepburnová) je starší dcerou z bohaté filadelfské rodiny a po dvou letech manželství z domu vyhodila svého manžela C. K. Dextera Havena (Cary Grant). Nyní se chystá provdat za George Kittredge (John Howard), což se jí však její bývalý manžel pokusí co nejvíce znepříjemnit. Haven, jenž pracuje jako vydavatel bulvárního časopisu Spy, se na její svatbu pokusí nenápadně dostat své podřízené: reportéra Mikea Connora (James Stewart) a fotografku Liz Imbrieovou (Ruth Husseyová), které představí jako přátele Tracyina bratra Juniuse (amerického diplomata v Argentině). Tracy však nekalost brzy prohlédne, ale Haven ji ihned zarazí, že nechá napsat článek o dávném románku jejího otce s barovou tanečnicí, což Tracyiny rodiče přimělo žít odděleně. Kvůli pověsti své rodiny Tracy nakonec souhlasí s jeho podmínkami a nechá zde oba novináře po celou svatbu, přičemž dělá, že nic netuší.
Její bývalý manžel ji však neustále pronásleduje a obtěžuje ji vzpomínkami na jejich bývalé manželství. Tracy si také začíná uvědomovat pravdu, že sama sebe vidí jako dokonalou ženu, s čímž většina jejích přátel včetně jejího pravého otce zcela nesouhlasí a dávají jí to přísně najevo.
V noci před svou svatbou se ještě zúčastní plesu, kde se však po odchodu svého snoubence opije a spolu s Connorem se vrátí zpět domů. Zde se však oba několikrát políbí a nad ránem je Tracyin snoubenec Kittredge i spolu s Haverem spatří jak ji Connor nese v náručí od bazénu, kde se spolu po zbytek noci koupali. Kittredge se obává, že ho Tracy s Connorem podvedla a druhý den jí pošle dopis, ve kterém žádá o vysvětlení oné předešlé noci. Tracy si však jako vždy nic nepamatuje, ale okolnosti jí trochu objasní její mladší setra Dinah (Virginia Weidlerová) a posléze i sám Connor, který přijde chvíli po ní. Zde na terase u prostřených stolů se postupně sejde většina rodiny a vše si mezi sebou vyjasní. Tracyina svatba se však nakonec přesto uskuteční, ale Kittredge se jejím manželem nestane.

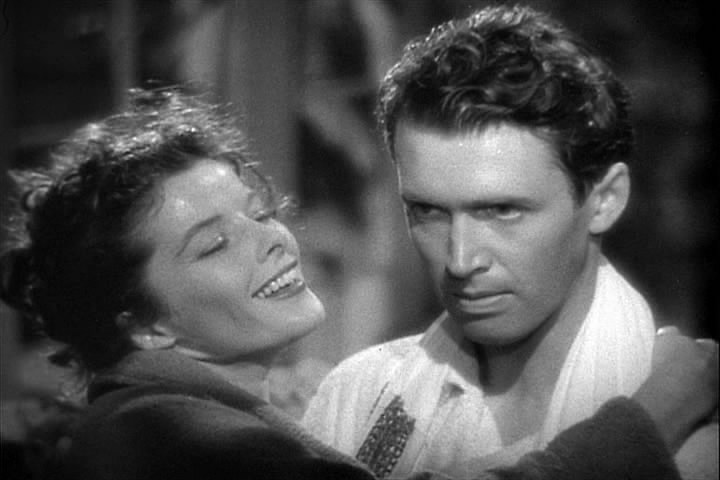
Katharine Hepburnová jako Tracy Lordová a James Stewart jako Mike Connor

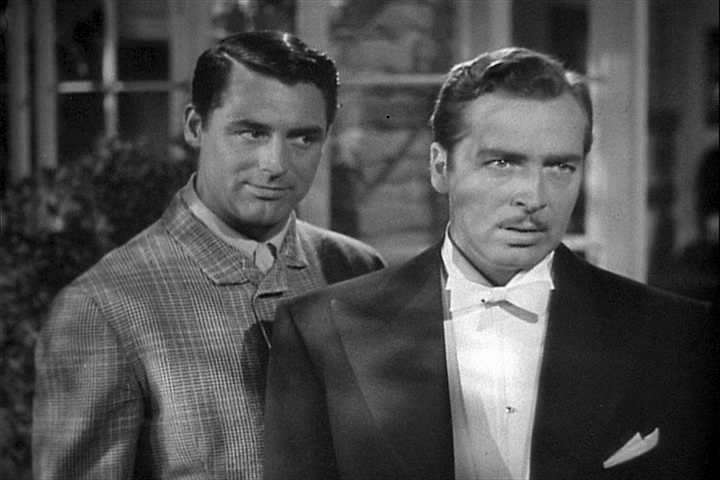
Cary Grant jako C. K. Dexter Haven a John Howard jako Goerge Kattredge

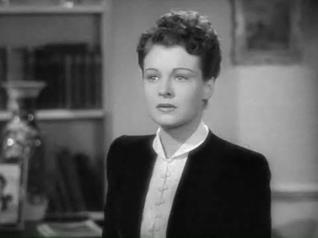
Ruth Husseyová jako Liz Imbrieová

## Obsazení
| Katharine Hepburnová | Tracy Lordová                     |
| Cary Grant           | C. K. Dexter Haven                |
| James Stewart        | Macaulay „Mike“ Connor            |
| Ruth Husseyová       | Elizabeth „Liz“ Imbrieová         |
| John Howard          | George Kittredge                  |
| Roland Young         | William Q. Tracy (strýček Willie) |
| John Halliday        | Seth Lord (Tracyin otec)          |
| Mary Nashová         | Margaret Lordová (Tracyina matka) |
| Virginia Weidlerová  | Dinah Lordová                     |

## Ocenění

### Vítězství
- 1940 – Katharine Hepburnová – Cena New York Film Critics Circle pro nejlepší herečku v hlavní roli[1]
- 1941 – James Stewart – Oscar za nejlepší mužský herecký výkon v hlavní roli
- 1941 – Donald Ogden Stewart – Oscar za nejlepší adaptovaný scénář

### Nominace
- 1941 – Oscar za nejlepší film
- 1941 – George Cukor – Oscar za nejlepší režii
- 1941 – Katharine Hepburnová – Oscar za nejlepší ženský herecký výkon v hlavní roli
- 1941 – Ruth Husseyová – Oscar za nejlepší ženský herecký výkon ve vedlejší roli
- 1941 – Cena New York Film Critics Circle za nejlepší film.